# Coupe du monde de cyclo-cross 2025-2026
Navigation
2024-2025 2026-2027
La Coupe du monde de cyclo-cross 2025-2026 est la 33e édition de la coupe du monde de cyclo-cross qui a lieu du 23 novembre 2025 au 25 janvier 2026. Elle comprend douze manches pour les élites, toutes organisées en Europe : chacune d'elles fait partie du calendrier de la saison de cyclo-cross 2025-2026.
Cette édition reprend les évolutions de la saison précédente : un lancement fin novembre, un nombre d'épreuves restreint (12), pas d'étape américaine et deux week-ends à deux manches.

## Barème
Le barème est identique à celui de la saison précédente, unique pour toutes les catégories : 
| Place  | 1  | 2  | 3  | 4  | 5  | 6  | 7  | 8  | 9  | 10 | 11 | 12 | 13 | 14 | 15 | 16 | 17 | 18 | 19 | 20 | 21 | 22 | 23 | 24 | 25 |
| Points | 40 | 30 | 25 | 22 | 21 | 20 | 19 | 18 | 17 | 16 | 15 | 14 | 13 | 12 | 11 | 10 | 9  | 8  | 7  | 6  | 5  | 4  | 3  | 2  | 1  |

## Calendrier
Par rapport à la saison précédente, il y a quelques changements : l'étape de Dublin est supprimée comme celle de Hulst qui accueille les championnats du monde à la fin de saison tandis que les étapes de Tábor, en Tchéquie, et de Flamanville, en France, font leur retour au calendrier. Nouvellement apparue l'an passé mais annulée en raison des conditions météorologiques, l'étape de Cabras Sardaigne, en Italie, est également au programme.
Sur les douze épreuves, six comprennent des courses disputées par les juniors hommes, les juniors femmes et les espoirs hommes (point rouge sur la carte).
| #  | Date              | Course                                      | Catégories                   |
| -- | ----------------- | ------------------------------------------- | ---------------------------- |
| 01 | 23 novembre 2025  | Tábor                                       | Élites + Juniors + Espoirs H |
| 02 | 1er décembre 2025 | Flamanville                                 | Élites + Juniors + Espoirs H |
| 03 | 8 décembre 2025   | Cabras Sardaigne                            | Élites                       |
| 04 | 14 décembre 2025  | Namur (Cyclo-cross de la Citadelle)         | Élites                       |
| 05 | 20 décembre 2025  | Anvers (Scheldecross)                       | Élites                       |
| 06 | 21 décembre 2025  | Coxyde (Duinencross)                        | Élites + Juniors + Espoirs H |
| 07 | 26 décembre 2025  | Gavere (Cyclo-cross d'Asper-Gavere)         | Élites                       |
| 08 | 28 décembre 2025  | Termonde (Ambiancecross)                    | Élites + Juniors + Espoirs H |
| 09 | 4 janvier 2026    | Zonhoven (Cyclo-cross de Zonhoven)          | Élites                       |
| 10 | 18 janvier 2026   | Benidorm (Cyclo-cross de Benidorm)          | Élites + Juniors + Espoirs H |
| 11 | 24 janvier 2026   | Maasmechelen                                | Élites                       |
| 12 | 25 janvier 2026   | Hoogerheide (Grand Prix Adrie van der Poel) | Élites + Juniors + Espoirs H |

## Hommes élites

### Résultats
| #  | Date              | Lieu             | Vainqueur | Deuxième | Troisième | Leader du classement général |
| -- | ----------------- | ---------------- | --------- | -------- | --------- | ---------------------------- |
| 01 | 23 novembre 2025  | Tábor            |           |          |           |                              |
| 02 | 1er décembre 2025 | Flamanville      |           |          |           |                              |
| 03 | 8 décembre 2025   | Cabras Sardaigne |           |          |           |                              |
| 04 | 14 décembre 2025  | Namur            |           |          |           |                              |
| 05 | 20 décembre 2025  | Anvers           |           |          |           |                              |
| 06 | 21 décembre 2025  | Coxyde           |           |          |           |                              |
| 07 | 26 décembre 2025  | Gavere           |           |          |           |                              |
| 08 | 28 décembre 2025  | Termonde         |           |          |           |                              |
| 09 | 4 janvier 2026    | Zonhoven         |           |          |           |                              |
| 10 | 18 janvier 2026   | Benidorm         |           |          |           |                              |
| 11 | 24 janvier 2026   | Maasmechelen     |           |          |           |                              |
| 12 | 25 janvier 2026   | Hoogerheide      |           |          |           |                              |

### Classement général
| # | Coureur | TAB | FLA | CAB | NAM | ANV | GAV | COX | TER | ZON | BEN | MAA | HOO | Points |
| - | ------- | --- | --- | --- | --- | --- | --- | --- | --- | --- | --- | --- | --- | ------ |
| 1 |         |     |     |     |     |     |     |     |     |     |     |     |     |        |
| 2 |         |     |     |     |     |     |     |     |     |     |     |     |     |        |
| 3 |         |     |     |     |     |     |     |     |     |     |     |     |     |        |

## Femmes élites

### Résultats
| #  | Date              | Lieu             | Vainqueur | Deuxième | Troisième | Leader du classement général |
| -- | ----------------- | ---------------- | --------- | -------- | --------- | ---------------------------- |
| 01 | 23 novembre 2025  | Tábor            |           |          |           |                              |
| 02 | 1er décembre 2025 | Flamanville      |           |          |           |                              |
| 03 | 8 décembre 2025   | Cabras Sardaigne |           |          |           |                              |
| 04 | 14 décembre 2025  | Namur            |           |          |           |                              |
| 05 | 20 décembre 2025  | Anvers           |           |          |           |                              |
| 06 | 21 décembre 2025  | Coxyde           |           |          |           |                              |
| 07 | 26 décembre 2025  | Gavere           |           |          |           |                              |
| 08 | 28 décembre 2025  | Termonde         |           |          |           |                              |
| 09 | 4 janvier 2026    | Zonhoven         |           |          |           |                              |
| 10 | 18 janvier 2026   | Benidorm         |           |          |           |                              |
| 11 | 24 janvier 2026   | Maasmechelen     |           |          |           |                              |
| 12 | 25 janvier 2026   | Hoogerheide      |           |          |           |                              |

### Classement général
| # | Coureur | TAB | FLA | CAB | NAM | ANV | GAV | COX | TER | ZON | BEN | MAA | HOO | Points |
| - | ------- | --- | --- | --- | --- | --- | --- | --- | --- | --- | --- | --- | --- | ------ |
| 1 |         |     |     |     |     |     |     |     |     |     |     |     |     |        |
| 2 |         |     |     |     |     |     |     |     |     |     |     |     |     |        |
| 3 |         |     |     |     |     |     |     |     |     |     |     |     |     |        |

## Hommes espoirs

### Résultats
| #  | Date              | Lieu        | Vainqueur | Deuxième | Troisième | Leader du classement général |
| -- | ----------------- | ----------- | --------- | -------- | --------- | ---------------------------- |
| 01 | 23 novembre 2025  | Tábor       |           |          |           |                              |
| 02 | 1er décembre 2025 | Flamanville |           |          |           |                              |
| 06 | 21 décembre 2025  | Coxyde      |           |          |           |                              |
| 08 | 28 décembre 2025  | Termonde    |           |          |           |                              |
| 10 | 18 janvier 2026   | Benidorm    |           |          |           |                              |
| 12 | 25 janvier 2026   | Hoogerheide |           |          |           |                              |

### Classement général
Seules les 4 meilleures performances de chaque coureur sont prises en compte pour le classement général.
| # | Coureur | TAB | FLA | COX | TER | BEN | HOO | Points |
| - | ------- | --- | --- | --- | --- | --- | --- | ------ |
| 1 |         |     |     |     |     |     |     |        |
| 2 |         |     |     |     |     |     |     |        |
| 3 |         |     |     |     |     |     |     |        |

## Femmes espoirs
Bien que participant aux mêmes courses que la catégorie Élites, les espoirs féminines possèdent leur propre classement général.

### Classement général
| # | Coureur | TAB | FLA | CAB | NAM | ANV | GAV | COX | TER | ZON | BEN | MAA | HOO | Points |
| - | ------- | --- | --- | --- | --- | --- | --- | --- | --- | --- | --- | --- | --- | ------ |
| 1 |         |     |     |     |     |     |     |     |     |     |     |     |     |        |
| 2 |         |     |     |     |     |     |     |     |     |     |     |     |     |        |
| 3 |         |     |     |     |     |     |     |     |     |     |     |     |     |        |

## Hommes juniors

### Résultats
| #  | Date              | Lieu        | Vainqueur | Deuxième | Troisième | Leader du classement général |
| -- | ----------------- | ----------- | --------- | -------- | --------- | ---------------------------- |
| 01 | 23 novembre 2025  | Tábor       |           |          |           |                              |
| 02 | 1er décembre 2025 | Flamanville |           |          |           |                              |
| 06 | 21 décembre 2025  | Coxyde      |           |          |           |                              |
| 08 | 28 décembre 2025  | Termonde    |           |          |           |                              |
| 10 | 18 janvier 2026   | Benidorm    |           |          |           |                              |
| 12 | 25 janvier 2026   | Hoogerheide |           |          |           |                              |

### Classement général
Seules les 4 meilleures performances de chaque coureur sont prises en compte pour le classement général.
| # | Coureur | TAB | FLA | COX | TER | BEN | HOO | Points |
| - | ------- | --- | --- | --- | --- | --- | --- | ------ |
| 1 |         |     |     |     |     |     |     |        |
| 2 |         |     |     |     |     |     |     |        |
| 3 |         |     |     |     |     |     |     |        |

## Femmes juniors

### Résultats
| #  | Date              | Lieu        | Vainqueur | Deuxième | Troisième | Leader du classement général |
| -- | ----------------- | ----------- | --------- | -------- | --------- | ---------------------------- |
| 01 | 23 novembre 2025  | Tábor       |           |          |           |                              |
| 02 | 1er décembre 2025 | Flamanville |           |          |           |                              |
| 06 | 21 décembre 2025  | Coxyde      |           |          |           |                              |
| 08 | 28 décembre 2025  | Termonde    |           |          |           |                              |
| 10 | 18 janvier 2026   | Benidorm    |           |          |           |                              |
| 12 | 25 janvier 2026   | Hoogerheide |           |          |           |                              |

### Classement général
Seules les 4 meilleures performances de chaque coureuse sont prises en compte pour le classement général.
| # | Coureur | TAB | FLA | COX | TER | BEN | HOO | Points |
| - | ------- | --- | --- | --- | --- | --- | --- | ------ |
| 1 |         |     |     |     |     |     |     |        |
| 2 |         |     |     |     |     |     |     |        |
| 3 |         |     |     |     |     |     |     |        |